# Попов (Даниловський район)
Попов (рос. Попов) — хутір у Даниловському районі Волгоградської області Російської Федерації.
Населення становить 113 осіб. Входить до складу муніципального утворення Островське сільське поселення.

## Історія
Хутір розташований у межах українського історичного та культурного регіону Жовтий Клин.
Згідно із законом від 22 грудня 2004 року № 1058-ОД органом місцевого самоврядування є Островське сільське поселення.

## Населення
| 2010 |
| ---- |
| 113  |